# Серпейский уезд
Серпейский уезд — административно-территориальная единица в составе Московского государства, Смоленской губернии, Московской губернии и Калужской губернии, существовавшая с 1503 до 1797 года. Уездный город — Серпейск.

## География
Уезд располагался в западной части Калужского наместничества, на западе граничил со Смоленским наместничеством, на севере — с Мосальским уездом, на юге — с Брянским (Орловского наместничества) и Жиздринским, на востоке — с Мещовским и Козельским уездами.

## История
Серпейский уезд образован в 1503 году, после присоединения Серпейска к Московскому государству.
Великий князь Иван III Васильевич в 1504 завещал Серпейск своему сыну Юрию. Согласно великокняжеской духовной грамоте, к уезду помимо Серпейска относились волости Замошье, Тухачев, Дегна, Фоминичи, Погостище, Ковылна, Ближевичи, Любун, Снопоть, Даниловичи, Шуя, Демена, Ужеперет, Чернятици, Городечна, Мощын, да Гнездилово. В 1534 удел князя Юрия Ивановича был ликвидирован.
Во время Смуты, в 1613 году, занят поляками и по договору 1618 г. отошёл Польше (входил в состав Смоленского воеводства). Возвращён Россией в 1634 году по итогам русско-польской войны 1632—1634 годов и заключенного Поляновского мира.
В конце XVII в. в Серпейский уезд входили сёла Ратьково, Алферьевское, Сажино, Кавыльня, Мащинский стан, Фоминичи, Погостище, Печки, Желны, Даниловичи, Сычово, Спасское, Добрицы, Лазинки, Жданово, Аселье, Мощин. Уезд делился на станы: 1. Окологородный, 2. Мощинский, 3. Сожинский, 4. Замошский, 5. Ближевский, 6. Шуйский, 7. Даниловский, 8. Волость Деминская (дворцовая).
В 1708 году в ходе административной реформы Петра I уезд был отнесён к Смоленской губернии. В 1713 году она была упразднена и Серпейский уезд отошёл к Московской губернии. В 1719 году уезд отнесён к Калужской провинции Московской губернии.
В 1776 Серпейский уезд включён в состав Калужского наместничества. При этом его границы сильно изменились: вся западная половина отошла Смоленской губернии (сейчас это Угранский район Смоленской области), а Серпейскому уезду передана южная часть Мещовского уезда. Площадь составляла 336637 десятин. Населённых пунктов: 1 город, 44 села, 59 селец, 247 деревень. Жителей 77396 (из них 39891 мужского пола и 37505 женского).
В 1797 Серпейский уезд был упразднён, его территория разделена между Мещовским, Мосальским и Жиздринским уездами.